# Hans Hölzl
Hans Hölzl (* 13. November 1924 in Bruck in der Oberpfalz; † 23. August 2005 ebenda) war ein deutscher Politiker (SPD).

## Leben
Hölzl besuchte die Volks- und Berufsschule und trat beim Markt Bruck als Verwaltungslehrling ein. Ab 1942 war er bei der Wehrmacht und dort zuletzt Leutnant. Nachdem er aus der Kriegsgefangenschaft entlassen worden war, folgte der Wiedereintritt beim Markt Bruck. Er legte die Prüfung als technischer Kaufmann ab und war danach in der freien Wirtschaft tätig.

## Politik
Hölzl war von 1952 bis 1974 1. Bürgermeister des Markts Bruck, ferner Mitglied des Kreistags Roding bzw. Schwandorf und geschäftsleitender Beamter und Kämmerer im Amtsrat beim Markt Bruck. Von 1974 bis 1986 war er Mitglied des Bayerischen Landtags.